# هورنی کوزولوپی
هورنی کوزولوپی (به چکی: Horní Kozolupy) یک منطقهٔ مسکونی در جمهوری چک است که در ناحیه تاخوو واقع شده‌است. هورنی کوزولوپی ۲۲٫۷۶ کیلومتر مربع مساحت و ۲۵۵ نفر جمعیت دارد و ۵۱۸ متر بالاتر از سطح دریا واقع شده‌است.